# Nuijunjärvi
Nuijunjärvi är en sjö i kommunen Haapajärvi i landskapet Norra Österbotten i Finland. Arean är 37 hektar och strandlinjen är 2,49 kilometer lång. Sjön  ingår i Kalajoki älvs huvudavrinningsområde.   Den ligger omkring 130 kilometer söder om Uleåborg och omkring 410 kilometer norr om Helsingfors. 